# Маккей, Тони
Тони Макуэй — американский легкоатлет, специализируется на дистанции 400 метров. 
Серебряный призёр олимпийских игр 2012 года в составе эстафеты 4×400 метров. На Олимпиаде в Лондоне также выступал в беге на 400 метров, однако не вышел в финал. Чемпион США 2011 года и серебряный призёр в 2012 и 2013 годах. Серебряный призёр чемпионата мира 2013 года с личным рекордом — 44,40.
В настоящее время проживает в Гейнсвилле.